# Óblast autónomo serbio de Romanija
El OAS de Romanija ( en serbio : САО Романија/SAO Romanija ) fue una región autónoma autoproclamada de etnia serbia dentro de la República Socialista de Bosnia y Herzegovina en el preludio de la Guerra de Bosnia . Lleva el nombre de la montaña Romanija . Incluía partes de tres municipios con una población de 37.000 habitantes.

## Historia
Existió desde 1991 hasta 1992 cuando pasó a formar parte de la República Srpska . Actualmente está relacionado con la antigua Región de Sarajevo-Romanija , dentro de la histórica Romanija . de hecho, se estableció en septiembre de 1991 y se fusionó con la OAS de  Birač en noviembre de 1991 para formar el OAS Romanija .  En marzo de 1992, los Óblasts autónomos serbios se unificaron en la República serbia de Bosnia y Herzegovina, que pasó a llamarse República Srpska el 12 de agosto.